# 道の駅芦北でこぽん
道の駅芦北でこぽん（みちのえき あしきたでこぽん）は、熊本県葦北郡芦北町大字佐敷にある道の駅で、すぐ近くに南九州西回り自動車道の芦北ICがある。
この道の駅の敷地内には、JAあしきたが運営しているファーマーズマーケットでこぽんが併設されている。

## 施設
- 駐車場
  - 普通自動車・軽自動車 104台
  - 中型自動車・大型自動車 9台 ※バス専用駐車スペースあり
  - 身障者専用（普通自動車・軽自動車兼用） 3台
  - 電気自動車(EV/PHEV)専用急速充電スペースあり、駐車スペースあり
- トイレ
  - 男：大 3器、小 5器
  - 女：4器
  - 身障者専用：1器
- 施設内公衆無線LANインターネット接続可能
- レストラン JAあしきたレストランぎゅーぎゅー亭
- JAあしきたファーマーズマーケットでこぽん
- セブン-イレブン 芦北インター前店（年中無休・24時間営業）
- コインランドリー（年中無休・24時間営業）
- あしきた農業協同組合（JAあしきた）本所
- JAあしきた 購買営農センター

## 定休日
- 道の駅芦北でこぽん・JAあしきたファーマーズマーケットでこぽん
  - 毎年1月1日
- JAあしきたレストランぎゅーぎゅー亭
  - 毎月第4水曜日・年末年始
- あしきた農業協同組合（JAあしきた）本所
  - 毎週土・日曜日・祝日・年末年始

## アクセス
- 直接接続
  - 熊本県道27号芦北球磨線
- 間接接続
  - 熊本県道60号芦北坂本線
  - 熊本県道305号宮崎芦北線
  - 熊本県道56号水俣田浦線
  - 国道3号
  - E3A 南九州西回り自動車道（日奈久芦北道路・芦北出水道路）芦北IC

## 周辺施設
- 芦北町役場本庁舎
- 熊本県芦北地域振興局
- 熊本県立芦北支援学校（特別支援学校）
- 熊本県警察 芦北警察署
- 水俣芦北広域行政事務組合 芦北消防署
- 熊本県立芦北高等学校
- 肥薩おれんじ鉄道線 佐敷駅
- E3A 南九州西回り自動車道 芦北IC
- 佐敷城跡城山公園
- ホームプラザナフコ 芦北店
- コメリ ハード&グリーン芦北店
- 肥後銀行 佐敷支店
- 総合仏事会館 あしきた
- 芦北町町民総合センター
- 芦北町立佐敷中学校
- くまもと芦北療育医療センター